# Свистунов, Андрей Иванович
Андре́й Ива́нович Свистуно́в (1921—1995) — Герой Советского Союза.

## Биография
Родился в 1921 году в селе Никольском (ныне — Знаменского района Тамбовской области). Окончив семилетку, работал в городе Котовске.
12 сентября 1940 года был призван в Красную Армию. С 5 сентября 1941 года воевал на Юго-Западном, Сталинградском, 1-м Украинском фронтах; был дважды ранен (15.10.1941; 17.11.1942). В 1943 году принят кандидатом в члены ВКП(б). Командовал отделением разведчиков 82-го отдельного сапёрного батальона (9-й механизированный корпус, 3-я гвардейская танковая армия, 1-й Украинский фронт), старший сержант.
15 ноября 1943 года в составе группы сапёров в тылу противника, несмотря на интенсивный миномётный огонь, подорвал железнодорожное полотно в районе разъезда Кривое. В ночь на 23 ноября минировал дорогу Брусилов — Водотый в тылу противника. 22 декабря 1943 года награждён орденом Славы 3-й степени.
22 июля 1944 года, возглавляя группу сапёров, в тылу противника в районе Смерекув Весенберг, взорвал в двух местах железнодорожное полотно. В ночь на 27 июля произвёл разведку в тылу противника, в результате которой были получены ценные сведения о состоянии мостов через Днестр в районе Самбора. 6 августа 1944 года награждён орденом Красной Звезды (представлялся к ордену Отечественной войны 2-й степени).
В боях на подступах к реке Висле и при её форсировании в августе 1944 года проявил беспримерный героизм. Во время танковой атаки противника старший сержант Свистунов на глазах у противника заминировал мост и сорвал атаку фашистов. Звание Героя Советского Союза присвоено 23 сентября 1944 года.
В 1947 году окончил Ленинградское военно-политическое училище. В 1956 году уволен в запас.
Жил и работал в селе Знаменка Тамбовской области, затем — в Тамбове. Похоронен на Возвиженском кладбище Тамбова.

## Награды
- Медаль «Золотая Звезда» Героя Советского Союза (23.9.1944);
- орден Ленина (23.9.1944);
- орден Отечественной войны I степени (11.3.1985)[5];
- орден Красной Звезды (6.8.1944)[3];
- орден Славы III степени (22.12.1943)[2];
- медали, в том числе:
  - медаль «За оборону Сталинграда» (20.7.1943)[1].

## Память
- В городе Котовске на аллее героев есть экспозиция, посвящённая герою.
- На центральной площади города Котовска, на стенде героев, есть фотография Свистунова Андрея Ивановича.